# Mataram (by)
 For alternative betydninger, se Mataram. (Se også artikler, som begynder med Mataram)
Mataram er en by på den vestlige side af den indonesiske ø Lombok med 408.900 indbyggere. Byen er hovedstad og den største by i provinsen West Nusa Tenggara.
Mataram dækker over tre byer som er vokset sammen: Ampenan, Mataram og Cakranegara. Groft sagt er Ampenan en aldrende havneby, Mataram er regeringssæde og Cakranegara er det kommercielle centrum for øen.